# Rory Storm
Rory Storm, vlastním jménem Alan Ernest Caldwell, (7. ledna 1938 – 28. září 1972) byl anglický zpěvák. Byl frontmanem kapely Rory Storm and the Hurricanes, jejímž členem byl například bubeník Ringo Starr, pozdější člen skupiny The Beatles. Kapela za své existence vydala pouze dva singly.

## Úmrtí
Kvůli hrudní infekci nemohl Storm spát a vzal si prášky na spaní. Druhý den byli on i jeho matka nalezeni mrtví. Podle pitvy si však Storm nevzal příliš velké množství pilulek, které by jej zabilo. Avšak vzniklo podezření, že po nalezení mrtvého těla svého syna tak učinila matka.